# Meaulne-Vitray
Meaulne-Vitray é uma comuna francesa na região administrativa de Auvérnia-Ródano-Alpes, no departamento Allier. Estende-se por uma área de 50,10 km². Em 2010 a comuna tinha 919 habitantes (densidade: 18,3 hab./km²).
A municipalidade foi estabelecida em 1 de janeiro de 2017 e consiste na fusão das antigas comunas de Meaulne e Vitray.